# كودايرا (طوكيو)
مدينة كودايرا  (باليابانية: 小平市 كودايرا-شي) هي مدينة تقع في غربي محافظة طوكيو، اليابان.
في عام 2007، وصل التعداد السكاني للمدينة إلى 181,560 نسمة والكثافة السكانية 8,873.90 نسمة في الكيلومتر مربع، والمساحة الإجمالية 20.46 كم مربع. تم تأسيس المدينة في الأول من أكتوبر1962. أكبر شركة توظيف في المدينة هي شركة بريدجستون لصناعة الإطارات.

## تعليم

### الجامعات
- معهد تسودا
- جامعة كايتسو
- جامعة موساشينو للفنون
- جامعة كوريا
- قسم من جامعة هيتوتسوباشي

## أعلام
- كوتارو كاواسات
- ماها هارادا
- شون أوغوري
- تاكوما آبي
- هيكاري أوكوبو

## وصلات خارجية
- موقع مدينة كودايرا باللغة اليابانية